# Анн Гасенбраук
Анн Гасенбраук (18 жовтня 1963) — бельгійська академічна веслувальниця.
Бронзова призерка Олімпійських Ігор 1984 року в одиночці, учасниця 1988, 1992 років.